# 浅野良太
浅野 良太（あさの りょうた、1979年9月25日 - ）は、日本のラグビー指導者。現在ジャパンラグビーリーグワンNECグリーンロケッツ東葛のスカウトを務めている。

## プロフィール
- 千葉県出身。
- ポジションはロック(LO)、フランカー(FL)。
- 身長 184 cm、体重 97 kg
- 日本代表通算キャップ数は22。
- ニックネームはぽぴ～。

## 来歴
本郷高校から法政大学を経て、2002年にNECに入社する。
2002年度日本選手権優勝。2005年より主将に就任。
日本代表スコッドにも選ばれ、2003年・2007年の2大会連続でワールドカップにも出場。
ファンクションフィールド活動の一環として公式戦への無料招待を行っている。
2012年9月にトップリーグ通算100試合出場を達成した。
2014年に現役引退し 引退後は國學院栃木高校の保健体育教諭となり、ラグビー部のコーチを務める。
2019年にNECグリーンロケッツのヘッドコーチに就任した。
2021年、NECグリーンロケッツ東葛のスカウトに配置転換。